# Спартак (станція)
Спарта́к — проміжна залізнична станція 4-го класу Коростенського напрямку Київської дирекції Південно-Західної залізниці на лінії Київ-Волинський — Коростень між зупинними пунктами Загальці (3 км) та Пісківка (8 км). Від лінії відгалужується вантажна гілка до станції Буян (завдовжки 17 км). Розташована на території села Нова Буда Бучанського району Київської області.

## Історія
1900 року одночасно розпочались будівельні роботи на всіх дільницях майбутньої лінії залізниці Київ — Ковель.
1902 року був відкритий роз'ї́зд Пота́шня (від навколишнього села Поташня). 
У 1908 році станція отримала назву Трубецька́. Сучасна назва — з 1931 року.
14 листопада 1921 року, під час Листопадового рейду, через станцію Трубецька проходила Волинська повстанська група (командувач — Юрій Тютюнник) Армії Української Народної Республіки. Станцію було звільнено з боєм і взято у полон 30 бійців московських військ, що охороняли станцію.
1968 року станцію електрифіковано змінним струмом (~25 кВ) в складі дільниці Клавдієво — Тетерів.

## Пасажирське сполучення
На станції Спартак зупиняються приміські електропоїзди Коростенського напрямку. 